# Glenna Weber

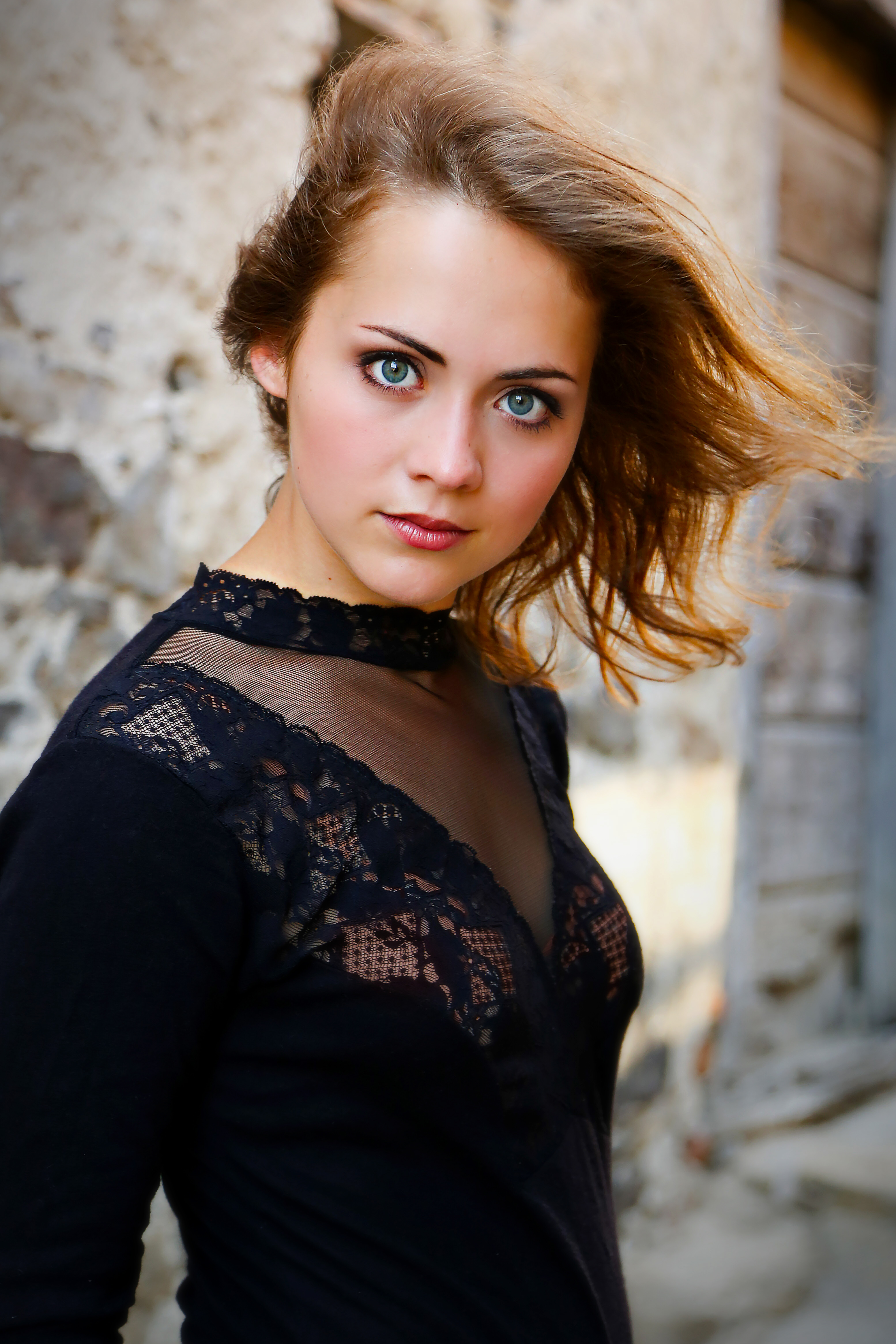
Glenna Weber 2014

Glenna Weber (* 12. Juni 1991 in Illertissen) ist eine deutsche Schauspielerin und Sängerin.

## Ausbildung und beruflicher Werdegang
Glenna Weber belegte 2009 den 2. Platz des Landeswettbewerbes von Jugend musiziert. In Folge studierte sie Gesang und Schauspiel am Konservatorium Wien (inzwischen MUK Privatuniversität). Bereits während ihres Studiums spielte sie verschiedene Hauptrollen im konservatorischen Theater. Neben reinen Schauspielrollen und Operettenpartien spielte sie auch in zahlreichen Musicals mit.
In der deutschsprachigen Erstaufführung des Theaterstücks Harry Potter und das verwunschene Kind in Hamburg wurde sie in der Rolle der Maulenden Myrte sowie in Zweitbesetzung als Delphi Diggory besetzt.

## Preise und Stipendien
- 2009: 2. Platz, Landeswettbewerb Jugend musiziert
- 2014: Finalistin, Walter-Jurmann-Wettbewerb

## Rollen (Auswahl)

### Schauspiel
- 2015: Dulcy in Mitsommernacht-Sex-Komödie von Woody Allen, Sommernachtskomödie Rosenburg, Regie: Marcus Ganser
- 2016: Diverse Rollen in der Shakespeare-Collage Lovers & Fools, Stadttheater Mödling, Regie: Bruno Max
- 2018: Marianne in Tartuffe von Molière, Theater zum Fürchten im Theater Scala, Regie: Marcus Ganser
- 2018: Jill Thanner in Schmetterlinge sind frei, Neue Bühne Wien, Regie: Sam Madwar
- 2019: Enkelin in Die Macht der Gewohnheit von Thomas Bernhard, Regie: Rüdiger Hentzschel
- 2021–2023: Maulende Myrthe in Harry Potter und das verwunschene Kind, Mehr! Theater am Großmarkt Hamburg, Regie: John Tiffany

### Operette
- 2011: Mimi in Die Landstreicher von Carl Michael Ziehrer, Leopold Krenn und Karl Landau, Regie: Frank Panhans
- 2013: Venus in Orpheus in der Unterwelt von Jacques Offenbach, Kons.Theater Wien, Regie: Alexandra Frankmann

### Musical
- 2014: Drowsy Chaperone in The Drowsy Chaperone, Kons.Theater Wien, Regie: Isabella Fritdum
- 2014: Susan in Tick, Tick… BOOM! von Jonathan Larsons, Theater Sellawie Enns, Regie: Sebastian A. M. Brummer
- 2015: Sonja Walsk in Sie spielen unser Lied von Marvin Hamlisch, Carol Bayer und Neil Simon, Theater Center Forum Wien, Regie: Sam Madwar
- 2016: Baker’s Wife in Into the Woods von Stephen Sondheim, Vienna’s English Theatre, Regie: Adrienne Ferguson
- 2016: Sugar in Manche mögen’s heiß, Thunerseespiele, Regie: Werner Bauer
- 2019: Janet Weiss in The Rocky Horror Show von Richard O’Brien, Regie: Alex Balga